# 巴尼奥勒 (多姆山省)
巴尼奥勒（法語：Bagnols，法語發音：[baɲɔl]）是法国多姆山省的一个市镇，属于伊苏瓦尔区。

## 地理
巴尼奥勒（45°30'1"N, 2°37'56"E）面积42.46 平方千米，位于法国奥弗涅-罗讷-阿尔卑斯大区多姆山省，该省份为法国中南部省份，北起阿列省接壤，东临卢瓦尔省，南至上盧瓦爾省和康塔爾省，西接科雷兹省和克勒兹省。
与巴尼奥勒接壤的市镇（或旧市镇、城区）包括：托沃、沙斯特雷、克罗、拉罗德、奥弗涅地区拉图尔、圣多纳、特雷穆耶圣卢。

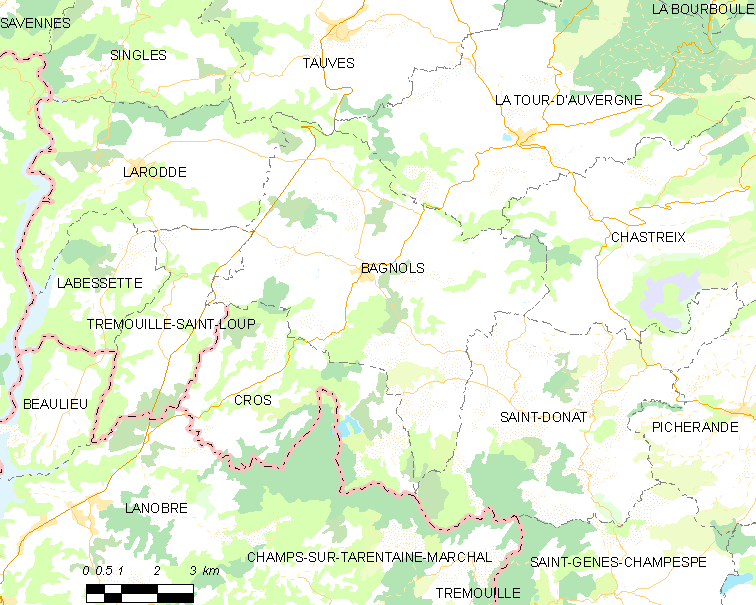
的OSM定位图

巴尼奥勒的时区为UTC+01:00、UTC+02:00（夏令时）。

## 行政
巴尼奥勒的邮政编码为63810，INSEE市镇编码为63028。

## 政治
巴尼奥勒所属的省级选区为勒桑西县。

## 人口

1962-2008年间人口变化图示

巴尼奥勒于2022年1月1日时的人口数量为402人。